# Ray Wertis
Raymond Anthony Wertis, detto Ray (Elmhurst, 30 luglio 1923 – Hollywood, 19 gennaio 2006), è stato un cestista statunitense, professionista nella BAA.